# ISO 3166-2:MS
ISO 3166-2:MSはISOの3166-2規格のうち、MSで始まるものである。イギリスの海外領土であるモントセラトの行政区分コードを意味する。モントセラトはISO 3166-1(ISO 3166-1 alpha-2)で、MSを国コードとして割り振られている。ISO 3166-2:MSに対応する行政区分コードの割り当てはない。